# Surgelé séparément
Pour les articles homonymes, voir IQF.

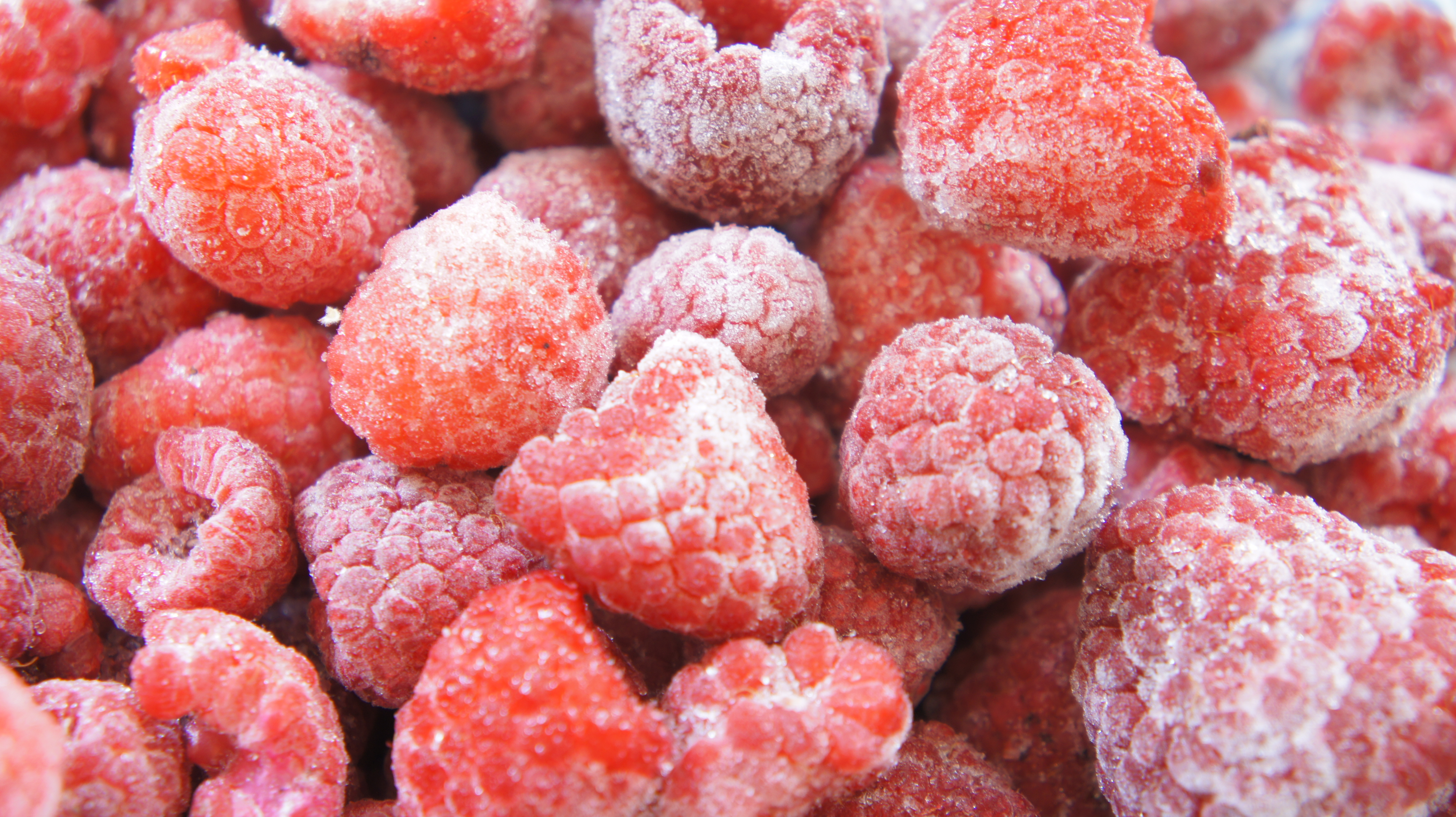
Framboises surgelées par la méthode du surgelé séparément.

Le surgelé séparément ou surgelé à l'unité (individually quick frozen, dont l'acronyme est IQF) est une technique de surgélation de produits alimentaires dans l'industrie agroalimentaire.
Cette technique consiste en une surgélation éclair de la surface des pièces sur un convoyeur ; un autre procédé de masse congèle l'intérieur par la suite. Elle est adaptée pour les petits produits fragiles tels les petits fruits et légumes, les dés de jambon ou de fromage, les crevettes , etc.… Elle évite que les pièces ne s'agglomèrent entre elles et rend leur manipulation plus facile.